# Pelmatosilpha purpurascens
Pelmatosilpha purpurascens är en kackerlacksart som beskrevs av Kirby, W. F. 1903. Pelmatosilpha purpurascens ingår i släktet Pelmatosilpha och familjen storkackerlackor. Inga underarter finns listade i Catalogue of Life.